# Хейзелл Дин
Хе́йзелл Дин (англ. Hazell Dean; полное имя: Хе́йзелл Дин Пул, англ. Hazell Dean Poole, род. 27 октября 1952 года) — британская певица, звезда  хай-энерджи 80-х годов.
Известна прежде всего по сотрудничеству с продюсерским трио Стока, Эйткена и Уотермана, карьере которых в 1984 году придала мощный импульс.

## Биография
Родилась в 1956 году в Грейт-Бэддоу (Эссекс).
На заре своей музыкальной карьеры выступала в клубах-кабаре.
В 1976 году дошла до финала проводившегося под вывеской A Song for Europe британского национального отбора на «Евровидение».
В 1981 году у неё вышел дебютный альбом The Sound of Bacharach & David.
В 1983 году достигла 77 места в Великобритании с песней «Searchin’ (I Gotta Find a Man)» (автор и продюсер Иан Энтони Стивенс).
Следующий сингл, «Evergreen» / «Jealous Love», в начале 1984 года достиг 63-й позиции.
В апреле 1984 года сингл «Searchin’ (I Gotta Find a Man)» был переиздан и начал свой подъём в британском чарте. Стартовав с 54-й позиции, к июню композиция достигла 6-го места.
После такого успеха Хейзелл стала искать песню, которая могла бы продолжить цепочку хитов, и её вывели на Стока, Эйткена и Уотермана. Те предложили ей послушать минусовку песни «You Think You’re a Man», ей понравилось, и она решила работать с ними. В итоге Мэтту Эйткену придёт в голову идея переписать под Хейзелл Дин песню «Dance Your Love Away» (в которой той не понравился припев), и так родится песня «Whatever I Do (Wherever I Go)». Сингл вышел в середине июля 1984 года и начал быстро подниматься в британском чарте, через три недели добравшись до 8-го и ещё неделю спустя до 4-го места. Так Сток, Эйткен и Уотерман записали на свой счёт первый хит в первой десятке.
Хейзелл Дин запишет со Стоком, Эйткеном и Уотерманом два альбома, Heart First (1984) и Always (1988), но в итоге уйдёт от них к Иану Леви́ну.
В 90-е годы писала и продюсировала песни для бойбэндов Bad Boys Inc., Gemini и Upside Down.
В 1996 году выпустила альбом каверов на песни группы ABBA, озаглавленный The Winner Takes it All.

## Дискография
Подробнее см. в разделе «Дискография» статьи в английской Википедии.
Студийные альбомы
- The Sound of Bacharach & David (1981)
- Heart First	(1984)
- Always (1988)
- The Winner Takes It All (1996)